# 찰스 기블린

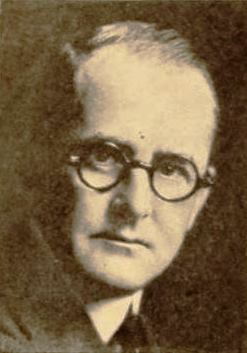

찰스 기블린(Charles Giblyn, 1871년 9월 6일 ~ 1934년 3월 14일)은 미국의 영화 감독, 배우, 각본가, 영화배우이다.
로스앤젤레스에서 사망하였다. 사인은 질병이다.

## 영화
- 턱보트 애니 (1933년) - 뱅커 존 윌콕스 역
- 파티 걸 (1930년)
- 누스 (1928년)
- 위선자들 (1923년)
- 검은 거울 (1920년)